# Lysabild
Lysabild – miasto w Danii, w regionie Dania Południowa, w gminie Sønderborg.